# Силва, Кауан Сантос
Кауан Сантос Силва (порт. Kauan Santos Silva; более известный, как Кауан Сантос порт. Kauan Santos род. 17 июня 2004) — бразильский футболист, нападающий эмиратского клуба «Шабаб Аль-Ахли».

## Клубная карьера
Кауан — воспитанник клуба «Палмейрас». 1 октября 2023 в матче против «Ред Булл Брагантино» он дебютировал в бразильской Серии A.